# Adrián Recinos
Adrián Recinos (Antigua Guatemala, 5 de julio de 1886 - Ciudad de Guatemala, 8 de marzo de 1962) fue un político, historiador, ensayista, diplomático y traductor guatemalteco. Fue un gran estudioso de la historia nacional, principalmente de la civilización maya y de los antiguos manuscritos maya Quichés y Cakchiqueles. Fue él quien realizó la primera edición al español del Popol Vuh, a partir del manuscrito que halló en la Biblioteca de Newberry de Chicago, Estados Unidos. Además, tradujo al español el Memorial de Sololá -también conocido como los Anales de los Cakchiqueles-. Fue docente, diputado y embajador de Guatemala en los Estados Unidos, España, Francia e Italia, y candidato a la Presidencia de la República en las elecciones de 1944.

## Biografía
Adrián Recinos era hijo de Teodoro M. Recinos y Rafaela Ávila de Recinos y se casó con María Palomo y tuvo cinco hijos: Beatriz, Isabel, María, Adrián, y Laura. Recinos obtuvo su bachillerato en Ciencias y Letras en 1902, y se graduó como abogado y notario en la Escuela Facultativa de Derecho de la Universidad Nacional de Guatemala en 1907. Entró al servicio diplomático en 1908 como Secretario de Legado en El Salvador, Secretario adjunto del Estado durante el gobierno del licenciado Manuel Estrada Cabrera (1910-1920), Ministro de Asuntos Exteriores (1922-1923), Embajador en España, Francia e Italia (1923-1925), Presidente de la Asamblea Legislativa (1926), Embajador en los Estados Unidos (1928-1943).

### Candidatura a la presidencia

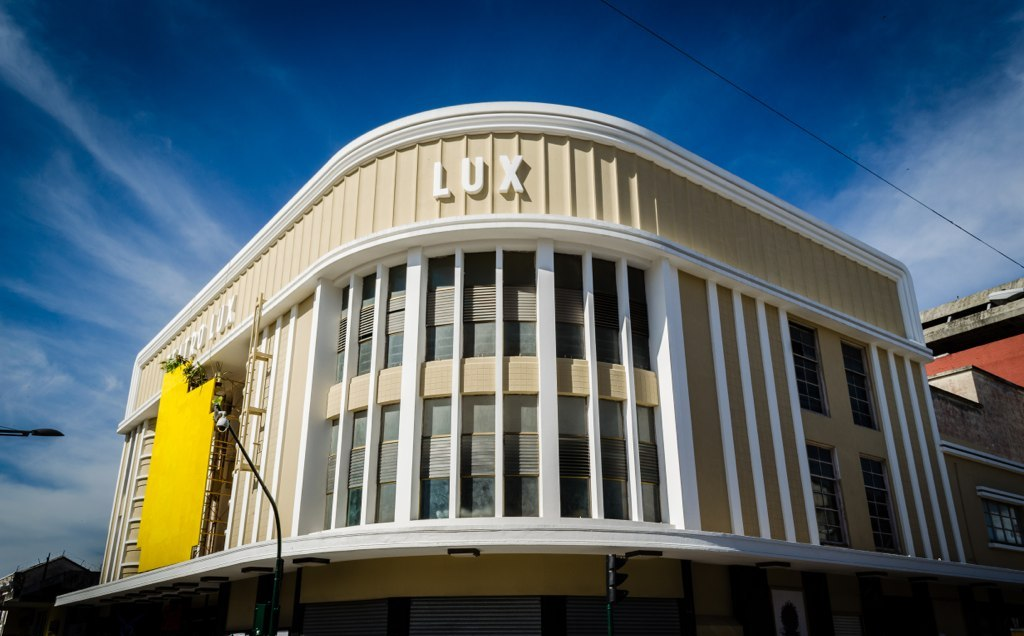
El Teatro de la familia Lux Luarca en la sexta avenida de la zona 1. Aquí ocurrió el episodio donde el pueblo ovacionó a Arévalo durante la exposición del plan de trabajo del candidato presidencial Adrián Recinos en 1944.

En 1944, Recinos fue candidato a la Presidencia de la República en las elecciones de 1944. Desafortunadamente para Recinos y el resto de candidatos, la popularidad del candidato del Frente Popular Libertador y de Renovación Nacional -Dr. Juan José Arévalo Bermejo- que el grito de guerra de sus partidarios era simplemente «¡Viva, Arévalo!», el cual se pronunciaba en viva voz en los mítines, e incluso en los mítines de los oponentes. Cuando Recinos llevó a cabo la presentación de su plan de gobierno, justo en el momento en que se abrió el telón del recinto, se escuchó un débil grito de «¡Viva, Arévalo!», lo que bastó para que el público que abarrotaba el teatro estallara en una ovación para el Dr. Arévalo. La ovación fue de tal magnitud, que Recinos y sus colaboradores tuvieron que retirarse sin poder exponer ninguno de sus puntos, y bajo una lluvia de improperios.

### Obras
Junto a Virgilio Rodríguez Beteta, fundó la revista jurídica El Derecho, y fue uno de los fundadores de la Sociedad de Geografía e Historia de Guatemala, -la que en 1979 pasó a llamarse Academia de Geografía e Historia de Guatemala. También era miembro de la Sociedad Mexicana de Geografía y Estadística (México), de la Sociedad Histórica Americana (Buenos Aires), y del Instituto Ibérico-Americano de Derecho Comparado (Madrid), entre otros.
Como historiador, Recinos obtuvo reconocimiento nacional e internacional por su "Monografía del Departamento de Huehuetenango" y sus traducciones al español de antiguos manuscritos mayas.
He aquí un listado de sus obras principales:
- «Monografía del Departamento de Huehuetenango», 1913[3]
- «Lecciones de filosofía», 1914
- «La ciudad de Guatemala, crónica histórica desde su fundación hasta los terremotos de 1917-1918», 1922
- «Poesías de José Batres Montúfar (natural de Guatemala)», 1924
- «Popol Vuh: las antiguas historias del Quiché», 1947
- «Título de los señores de Totonicapán traducción y notas», 1949
- «Memorial de Sololá, Anales de los cakchiqueles; / traducción directa del original, introducción y notas de Adrián Recinos. Título de los señores de Totonicapán; traducción del original quiché por Dionisio José Chonay, introducción y notas de Adrián Recinos», 1950
- «Pedro de Alvarado: conquistador de México y Guatemala», 1952
- «Crónicas indígenas de Guatemala», 1957
- «Doña Leonor de Alvarado y otros estudios», 1958

### Obras de Adrián Recinos
- Recinos, Adrián (1913). Monografía del Departamento de Huehuetenango. Guatemala: Tipografía Sánchez & de Guise.
- — (1922). La ciudad de Guatemala, crónica histórica desde su fundación hasta los terremotos de 1917-1918. Guatemala.
- — (1924). Poesías de José Batres Montúfar (natural de Guatemala). Madrid: Imprenta Helénica.
- — (1947). Popol Vuh: las antiguas historias del quiché. México: Fondo de Cultura Económica.
- — (1950). Memorial de Sololá, Anales de los cakchiqueles; / traducción directa del original, introducción y notas de Adrián Recinos. Título de los señores de Totonicapán; traducción del original quiché por Dionisio José Chonay, introducción y notas de Adrián Recinos. México: Fondo de Cultura Económica.
- — (1952). Pedro de Alvarado: conquistador de México y Guatemala. México: Fondo de Cultura Económica.
- — (1957). Crónicas indígenas de Guatemala. Guatemala: Universidad de San Carlos.
- — (1958). Doña Leonor de Alvarado y otros estudios. Guatemala: Editorial Universitaria.